# Colonia Revolución, Chihuahua
Colonia Revolución är en ort i Mexiko.   Den ligger i kommunen Delicias och delstaten Chihuahua, i den nordvästra delen av landet, 1 200 km nordväst om huvudstaden Mexico City. Colonia Revolución ligger 1 182 meter över havet och antalet invånare är 3 995.
Terrängen runt Colonia Revolución är platt. Runt Colonia Revolución är det glesbefolkat, med 9 invånare per kvadratkilometer. Närmaste större samhälle är Ciudad Delicias, 6,3 km söder om Colonia Revolución. Trakten runt Colonia Revolución består till största delen av jordbruksmark.